# Helina bispinosa
Helina bispinosa är en tvåvingeart som beskrevs av Malloch 1920. Helina bispinosa ingår i släktet Helina och familjen husflugor. Inga underarter finns listade i Catalogue of Life.